# 洲崎神社 (江東区)
洲﨑神社（すさきじんじゃ）は東京都江東区の神社。

## 概要
1700年（元禄13年）に創建された。当時の海岸線は当社付近にあり、水の神として弁才天を祀ることになった。隆光の協力の下、桂昌院の守り本尊で、弘法大師空海作といわれる弁才天像を祀った。当時は「洲﨑弁天社」という名称だった。
江戸時代は風光明媚な場所だったため、観光名所としても繁栄した。明治時代の神仏分離政策により、「洲﨑神社」に改称した。

## 交通アクセス
- 木場駅より徒歩2分。